# Gudrun Pieper

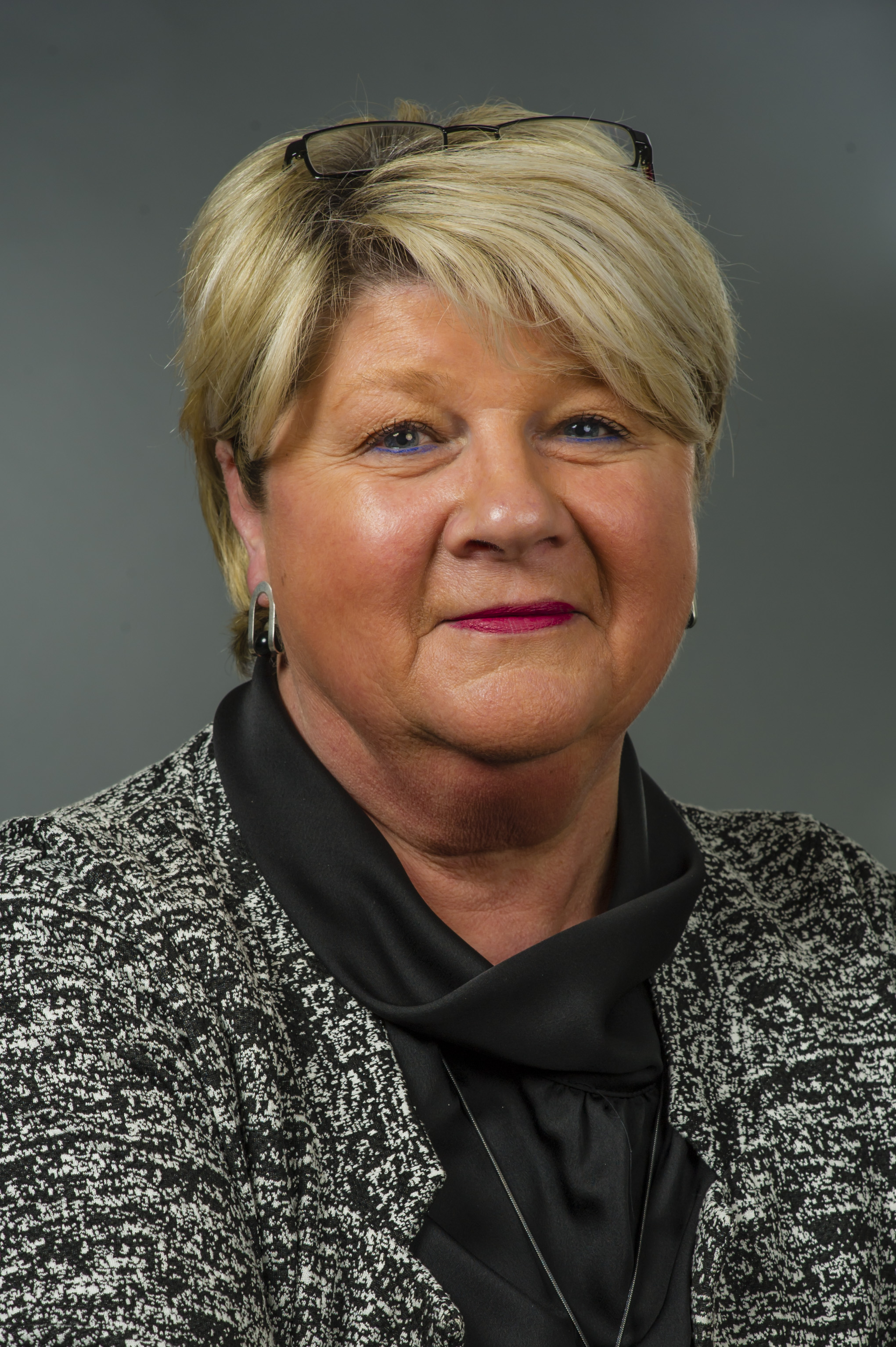
Gudrun Pieper, 2018

Gudrun Pieper (* 4. Juli 1956 in Lüneburg) ist eine deutsche Politikerin (CDU). Sie war von Februar 2008 bis November 2022 Abgeordnete des Niedersächsischen Landtags.

## Leben

### Ausbildung und Beruf
Gudrun Pieper begann nach der Schule 1976 eine Ausbildung zur Erzieherin mit Fachabitur an der Fachschule für Sozialpädagogik in Lüneburg. Im Jahr 1977 bekam sie die staatliche Anerkennung als Erzieherin. In diesem Beruf war sie von 1976 bis 1978 im Kinderheim Bothmer beschäftigt. Von 1978 bis 1984 legte sie eine Familienpause ein.
Ab 1984 war Pieper Erzieherin und stellvertretende Heimleiterin im Centrum für angewandte Pädagogik und Psychologie Bomlitz. 1987 übernahm sie die Leitung der Kindertagesstätte in Lindwedel. 1992 wurde sie Leiterin der integrativen Kindertagesstätte Therese von Plato in Walsrode und nahm von 1993 bis 1994 an einer berufsbegleitenden Zusatzqualifizierung zur heilpädagogischen Fachkraft teil.
Ab 1998 leitete Pieper die Heilpädagogische Kindertagesstätte Regenbogen in Hannover-Anderten. Begleitend zum
Beruf absolvierte sie von 2002 bis 2005 eine Qualifikationsmaßnahme im Sozial- und Qualitätsmanagement.

### Politik
Pieper ist seit 1998 Mitglied der CDU und war von 2007 bis 2014 Vorsitzende des CDU-Kreisverbandes Soltau-Fallingbostel (seit 1. August 2011 Heidekreis). Außerdem ist sie Mitglied im Vorstand des CDU-Bezirks Nordost Niedersachsen. Seit 2001 ist Pieper Ratsfrau der Gemeinde Schwarmstedt und auch stellvertretende Bürgermeisterin der Samtgemeinde Schwarmstedt. Außerdem ist sie seit 2001 Kreistagsabgeordnete des Landkreises Heidekreis.
Seit 2008 ist Gudrun Pieper Mitglied des Niedersächsischen Landtages. Bei den Landtagswahlen 2008 und 2013 errang sie das Direktmandat im Wahlkreis Walsrode. Bei der Landtagswahl 2017 verlor sie das Direktmandat an den SPD-Kandidaten Sebastian Zinke, zog jedoch über die Landesliste erneut in das Parlament ein. Von November 2017 bis November 2022 war sie Schriftführerin des Niedersächsischen Landtages. Bei der Landtagswahl 2022 trat sie nicht erneut an.
Pieper sorgte dort am 7. Dezember 2011 für einen Eklat, als sie der türkischstämmigen Grünen-Parlamentarierin Filiz Polat während einer Debatte über die Flüchtlingspolitik zurief: „Am besten hätte man Sie abschieben sollen.“ Zwar bat Pieper um Entschuldigung, doch selbst unionsnahe Medien wie Die Welt bewerteten die Aussage als rassistisch. Auch andere Medien beurteilten die Aussage Piepers kritisch, bzw. stellten einen Zusammenhang zu Rassismus fest.

### Privates
Pieper ist verheiratet und hat einen erwachsenen Sohn.